# ألكسندر هوبر
ألكسندر هوبر (بالألمانية: Alexander Huber)‏ مواليد 25 فبراير 1985 في خوجاند، طاجيكستان. هو لاعب كرة قدم ألماني سابق كان يلعب كلاعب وسط شارك خلال مسيرته في 310 مباراة وسجل 5 أهداف.

## أندية لعب لها
- آينتراخت براونشفايغ
- كيكرز أوفنباخ
- آينتراخت فرانكفورت
- إف إس في فرانكفورت
- نادي هوفنهايم

## روابط خارجية
- ألكسندر هوبر على موقع قاعدة بيانات كرة القدم.إي يو (الإنجليزية)
- ألكسندر هوبر على موقع بيانات كرة القدم. دي إي (الألمانية)
- ألكسندر هوبر على موقع ناشيونال فوتبول تيمز (الإنجليزية)
- ألكسندر هوبر على موقع Soccerway.com (الإنجليزية)
- ألكسندر هوبر على موقع عالم كرة القدم.نت (الإنجليزية)